# سونيك أدفانس 2
سونيك أدفانس 2 (بالإنجليزية: Sonic Advance 2‎؛ باليابانية: ソニックアドバンス 2) لعبة في سلسلة القنفذ سونيك، طورها ديمبس وسونيك تيم، أصدرت اللعبة في اليابان في 19 ديسمبر 2002، وفي أمريكا الشمالية في 9 مارس 2003، وفي أوروبا في 18 مارس 2003.

## روابط خارجية
- سونيك أدفانس 2 على موقع IMDb (الإنجليزية)